# Cours-de-Pile
Cours-de-Pile is een gemeente in het Franse departement Dordogne (regio Nouvelle-Aquitaine). De plaats maakt deel uit van het arrondissement Bergerac. Cours-de-Pile telde op 1 januari 2022 1.563 inwoners.

## Geografie
De oppervlakte van Cours-de-Pile bedraagt 10,81 km², de bevolkingsdichtheid is 145 inwoners per km² (per 1 januari 2019).
De onderstaande kaart toont de ligging van Cours-de-Pile met de belangrijkste infrastructuur en aangrenzende gemeenten.

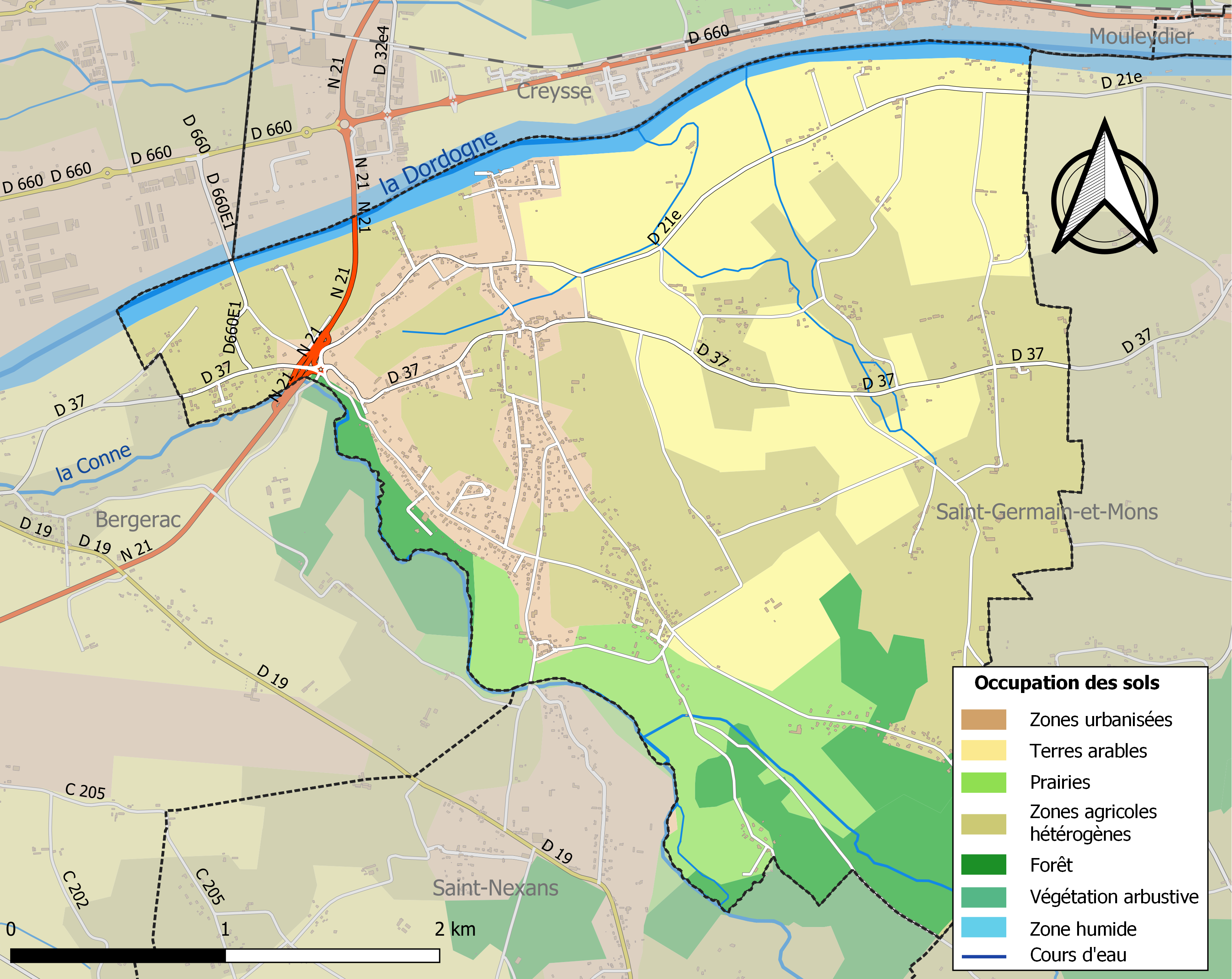

## Demografie
Onderstaande figuur toont het verloop van het inwonertal (bron: INSEE-tellingen).